# 야마가타 자동차도
야마가타 자동차도(일본어: 山形自動車道)는 일본 미야기현 시바타군 무라타정의 무라타 분기점에서 도호쿠 자동차도로 분기해, 야마가타현 야마가타시의 야마가타 분기점에서 도호쿠 주오 자동차도로 접속하여, 야마가타 현 쓰루오카시의 쓰루오카 분기점에 이르는 총 연장 130.1 km의 거리를 가진 고속도로이다. 
 현재, 무라타 분기점 - 갓산 나들목, 유도노산 나들목 - 쓰루오카 분기점 구간이 개통하고 있다. 미개통 구간인 갓산 나들목과 유도노산 나들목 간은 아직 기본 계획 구간으로 되어 있다.

## 통과 하는 지자체 구간
- 미야기현
  - 시바타군 (무라타정 - 가와사키정 - 무라타정 - 가와사키정)

- 야마가타현
  - 야마가타시 - 히가시무라야마군 나카야마정 - 사가에시 - 니시무라야마군 오에정 - 사가에시 - 니시무라야마군 오에정 - 사가에시 - 니시무라야마군 니시카와정 - (이 구간 미개통) - 쓰루오카시

## 시설물 목록
| 나들목 번호   | 시설 이름                       | 일본어 이름               | 거리 (km) | 접속 노선                                                     | 소재지     | 소재지         | 소재지     |
| ------------- | ------------------------------- | ------------------------- | --------- | ------------------------------------------------------------- | ---------- | -------------- | ---------- |
| 26            | 무라타 분기점                   | 村田JCT                   | 0.0       | 도호쿠 자동차도                                               | 미야기현   | 시바타군       | 무라타정   |
| 1             | 미야기카와사키 나들목           | 宮城川崎IC                | 10.4      | 미야기현도 제14호 와타리오가와라카와사키 선 국도 제286호선    | 미야기현   | 시바타군       | 가와사키정 |
| -             | 후루세키 간이 휴게소            | 古関PA                    | 18.2      |                                                               | 미야기현   | 시바타군       | 가와사키정 |
| 2             | 사사야 나들목                   | 笹谷IC                    | 22.3      | 국도 제286호선                                                | 미야기현   | 시바타군       | 가와사키정 |
| 3             | 세키자와 나들목                 | 関沢IC                    | 28.1      | 국도 제286호선 센다이·후쿠시마 방면 출입구                    | 야마가타현 | 야마가타시     | 야마가타시 |
| 4             | 야마가타자오 나들목/간이 휴게소 | 山形蔵王IC/PA             | 35.6      | 국도 제286호선                                                | 야마가타현 | 야마가타시     | 야마가타시 |
| 5             | 야마가타키타 나들목             | 山形北IC                  | 41.9      | 국도 제13호선                                                 | 야마가타현 | 야마가타시     | 야마가타시 |
| -             | 구급차 긴급 퇴출로              | 救急車緊急退出路          | -         | 야마가타현립 주오 병원으로 접속 야마가타키타 나들목 방면 출구 | 야마가타현 | 야마가타시     | 야마가타시 |
| 6             | 야마가타 분기점                 | 山形JCT                   | 46.5      | 도호쿠 주오 자동차도                                          | 야마가타현 | 야마가타시     | 야마가타시 |
| 7             | 사가에 나들목                   | 寒河江IC                  | 53.0      | 국도 제112호선                                                | 야마가타현 | 사가에시       | 사가에시   |
| 7-1           | 사가에 휴게소/사가에 스마트 IC  | 寒河江SA/寒河江スマートIC | 55.9      | 국도 제458호선                                                | 야마가타현 | 사가에시       | 사가에시   |
| 8             | 니시카와 나들목                 | 西川IC                    | 67.0      | 국도 제112호선                                                | 야마가타현 | 니시무라야마군 | 니시카와정 |
| -             | 니시카와 요금소                 | 西川TB                    | 67.2      |                                                               | 야마가타현 | 니시무라야마군 | 니시카와정 |
| -             | 갓산코 간이 휴게소              | 月山湖PA                  | 81.3      |                                                               | 야마가타현 | 니시무라야마군 | 니시카와정 |
| 9             | 갓산 나들목                     | 月山IC                    | 83.5      | 국도 제112호선                                                | 야마가타현 | 니시무라야마군 | 니시카와정 |
| 기본계획 구간 |                                 |                           |           |                                                               |            |                |            |
| 10            | 유도노산 나들목                 | 湯殿山IC                  | 104.5     | 국도 제112호선                                                | 야마가타현 | 쓰루오카시     | 쓰루오카시 |
| -             | 쇼나이아사히 BS                 | 庄内あさひBS              | 113.6     |                                                               | 야마가타현 | 쓰루오카시     | 쓰루오카시 |
| 11            | 쇼나이아사히 나들목             | 庄内あさひIC              | 114.4     | 야마가타현도 제44호 아마루메아쓰미 선                         | 야마가타현 | 쓰루오카시     | 쓰루오카시 |
| -             | 구시비키 간이 휴게소            | 櫛引PA                    | 117.5     |                                                               | 야마가타현 | 쓰루오카시     | 쓰루오카시 |
| 12            | 쓰루오카 나들목/쓰루오카 요금소 | 鶴岡IC/鶴岡TB             | 128.3     |                                                               | 야마가타현 | 쓰루오카시     | 쓰루오카시 |
| (17)          | 쓰루오카 분기점                 | 鶴岡JCT                   | 130.1     | 니혼카이 도호쿠 자동차도                                      | 야마가타현 | 쓰루오카시     | 쓰루오카시 |